# Pruchnik
Pruchnik è un comune rurale polacco del distretto di Jarosław, nel voivodato della Precarpazia.
Ricopre una superficie di 78,26 km² e nel 2004 contava 9 548 abitanti.